# Papo & Yo
Papo & Yo è un videogioco d'avventura fantasy, pubblicato il 14 agosto 2012 per PlayStation 3 (PS3) attraverso PlayStation Network (PSN), e il 13 aprile 2013 su Personal Computer, tramite Steam.
Annunciato il 3 giugno 2011 durante l'Electronic Entertainment Expo (E3), il videogioco segna il debutto della casa di sviluppo di videogiochi di Montréal Minority. Lo sviluppo di Papo & Yo è stato supportato dalla Sony, che ha sostenuto economicamente gli sviluppatori.
Papo & Yo è stato pubblicato via PlayStation Network il 14 agosto 2012.
Il 27 marzo 2013 è stata annunciata anche una versione per PC uscita il 18 aprile seguente.

## Trama
Un bambino brasiliano di nome Quico, rinchiuso in uno sgabuzzino, abbracciando il suo giocattolo robot, si nasconde da un'ombra cupa e mostruosa che si vede fuori dalla porta che sembra lo stia cercando.
Un portale luminoso si apre improvvisamente davanti a lui. Il bambino, entrandovici, si ritrova in una misteriosa favela apparentemente disabitata. Quico fa la conoscenza di una bambina con particolari tatuaggi sul corpo simili a quelli di una sciamana che si sposta per la favela tramite disegni fatti col gessetto. La favela è disseminata da disegni magici, fatti con un gessetto che se toccati si materializzano, dando vita agli oggetti inanimati, comprese le case.
Il robot giocattolo prende vita facendosi chiamare Lula, definendosi il migliore amico del bambino e che si preoccupa per lui quando essi sono separati. Girando per la favela, oltre alla bambina, Quico fa la conoscenza di un altro personaggio, un mostro enorme di colore rosa con un corno sulla fronte, molto ghiotto di noci. In certe circostanze il mostro si nutre anche di rane, ma queste gli causano una tremenda furia facendolo diventare estremamente aggressivo, e solo dandogli noci marce esso riesce a calmarsi.
Dopo alcune diffidenze il bambino in compagnia del suo amico robot Lula, riescono a raggiungere la bambina. La bambina chiede a Quico di aiutarla a portare il Mostro dallo "sciamano", perché egli non riesce a controllarsi finendo poi per fare del male agli altri. La bambina afferma che l'unico che ha la cura per aiutare il mostro è lo sciamano. Verso la fine, Quico incontra quello che dovrebbe essere lo sciamano in mezzo a delle statue che raffigurano il mostro. Ma si rivela essere un fuoco che parla. Il fuoco spiega a Quico che non c'è mai stato uno sciamano e tutto quello che Quico ha visto sono ricordi che ha voluto dimenticare per la paura e il dolore. Si scopre infine che il Mostro che Quico voleva salvare, non è altri che una rappresentazione immaginaria di suo padre, che era violento e dedito all'alcool e che lo pacchiava spesso insieme alla sorella, utilizzando in modo brutale anche la cinghia.
Ciò viene rappresentato come un mostro abominevole che mangia le rane, che indica la fantasia adolescente di rifiutare la realtà. Il robot giocattolo parlante di Quico, è la comparsa di un amico immaginario per proteggere il bambino dallo shock di avere assistito il padre compiere un omicidio. La bambina sciamana, non era altri che la sorella di Quico che cercava di collaborare con il fratello per aiutare il padre a smettere di bere. Il fuoco che parla può essere riferito allo psicologo che aiuta il bambino a superare i ricordi orribili che ha vissuto. Quico capisce che non c'è cura per il mostro e che deve lasciarlo andare.
Il bambino ricordando infine la verità, spinge il mostro, che cade dormiente in un vortice di nuvole per poi infine scomparire. Quico riattraversa il portale tornado infine alla realtà.